# 1479
Năm 1479 là một năm trong lịch Julius.

## Sinh
- Vũ Văn Uyên-chúa Bầu đầu tiên (m. 1557)